# The Flaming Lips
The Flaming Lips sind eine US-amerikanische Rockband, die 1983 in Oklahoma City gegründet wurde. Die Musik der Band zeichnet sich durch Experimentierfreude und stilistische Vielfalt aus.

## Bandgeschichte
Nach der Bandgründung war zunächst Wayne Coynes Bruder Mark der Sänger, aber nur an der Aufnahme der ersten EP The Flaming Lips von 1984 beteiligt. Nach Mark Coynes Ausstieg rückte Wayne Coyne an dessen Stelle. Es folgte 1986 das erste Album Hear It Is, das auf dem Independent-Label Restless Records erschien. In ihrer Frühphase besaßen die Flaming Lips eine musikalische Verwandtschaft zu Mercury Rev, da deren Gitarrist Jonathan Donahue ab 1989 zeitweise bei den Flaming Lips mitmusizierte.
Nach dem immer noch gitarrenlastigen Album Clouds Taste Metallic von 1995 öffneten sich die Flaming Lips hörbar elektronischen Klängen und Effekten, insbesondere auf dem Album Zaireeka von 1997 – ein polyphones Werk bestehend aus vier CDs, die alle gleichzeitig auf verschiedenen Playern anzuhören sind. Im Rahmen dieses Projekts fand eine Reihe von Happenings wie das Parkplatz-Experiment oder das Ghetto-Blaster-Experiment statt: Beim Parkplatz-Experiment bekamen bis zu 40 Freiwillige von der Band eingespielte Kassetten ausgehändigt, die sie auf einem Parkplatz in ihren Autoradios simultan abspielen mussten. Beim Ghetto-Blaster-Experiment wies Wayne Coyne ein Ensemble von erneut 40 Freiwilligen an, von der Band eingespielte Musik in umgebauten Ghetto-Blastern abzuspielen, wobei die Teilnehmer Lautstärke, Geschwindigkeit oder Tonart variieren mussten.
Jahrelanger Tourstress führte dazu, dass der Gitarrist Ronald Jones Ende 1996 die Band verließ. Dieser erkrankte außerdem psychisch.
Den künstlerischen Durchbruch schaffte die Band 1999 mit dem Album The Soft Bulletin, das von einem orchestrierten Sound und philosophischen bis exzentrischen Texten geprägt ist. Ab 2001 arbeiteten die Flaming Lips an einem Science-Fiction-Film namens Christmas on Mars auf Low-Budget-Level, der im Oktober 2005 fertiggestellt werden konnte. Der Film besitzt experimentellen Charakter mit kryptischer Handlung und erschien, nachdem er auf diversen Filmfestivals zu sehen gewesen war, am 7. November 2008 auf DVD, zusammen mit der Filmmusik auf CD.
Im Jahr 2002 präsentierte die Band ihr Album Yoshimi Battles the Pink Robots, das sowohl bei den Kritikern als auch bei den Käufern gut abschnitt und mit einem Grammy ausgezeichnet wurde. Im Jahr 2005 erschien die Dokumentation The Fearless Freaks des Regisseurs Bradley Beesley. Neben den Bandmitgliedern und deren Familienangehörigen kommen auch Schauspieler wie Adam Goldberg, Juliette Lewis und Christina Ricci zu Wort. Das künstlerische Schaffen und die Drogenprobleme der Band werden thematisiert. Für Yes, I’m a Witch, ein im Frühjahr 2007 veröffentlichtes Remix-Album von Lennon-Witwe Yoko Ono, steuerten die Flaming Lips eine Neuinterpretation des Stücks Cambridge 1969 bei.
Das psychedelisch-poppige Album Miley Cyrus & Her Dead Petz (2015) zeigt deutliche Einflüsse der Flaming Lips; auf deren Beatles-Tributealbum With A Little Help From My Fwends (2014) ist Cyrus mit dem Lied Lucy in the Skies With Diamonds vertreten. Ein psychedelisches Musik-Video mit Cyrus und den Lips (zum selben Lied) erschien im Sommer 2014.

## Bühnendarbietung
Neben dem Experimentieren mit Kunstblut (vor allem Frontmann Wayne Coyne) brachte die Band in ihren Bühnenshows riesige, aufblasbare Bälle ein, in denen sich die Bandmitglieder über das Publikum rollen ließen, sowie leicht bekleidete oder als Tiere kostümierte Tänzerinnen und große Mengen an Konfetti. Bis Ende der 1980er Jahre setzten die Flaming Lips bei manchen Auftritten die Bühne in Brand, warfen Feuerwerkskörper ins Publikum oder legten mit Nebelmaschinen den gesamten Saal in derart dichte Wolken, dass kaum jemand mehr etwas sehen konnte. Die spektakuläre Bühnenshow der Flaming Lips war ein Grund, warum die Gruppe 1990 von dem Major-Label Warner Bros. Records unter Vertrag genommen wurde, nachdem ein Mitarbeiter dieser Plattenfirma Zeuge eines der Konzerte geworden war.

## Diskografie

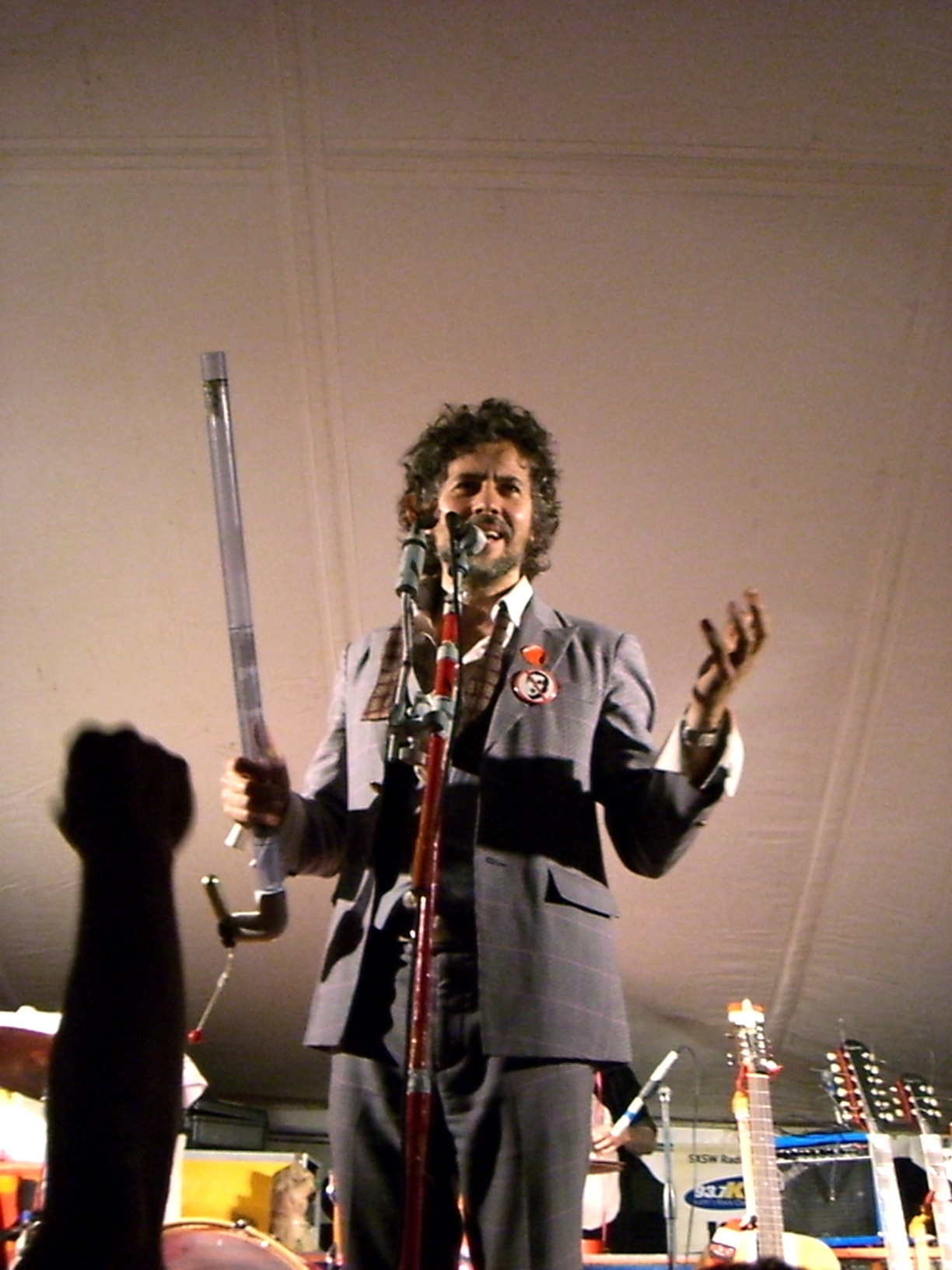
Wayne Coyne (2006)

### Studioalben
| Jahr | Titel                                              | Höchstplatzierung, Gesamtwochen, AuszeichnungChartplatzierungen (Jahr, Titel, Platzierungen, Wochen, Auszeichnungen, Anmerkungen) | Höchstplatzierung, Gesamtwochen, AuszeichnungChartplatzierungen (Jahr, Titel, Platzierungen, Wochen, Auszeichnungen, Anmerkungen) | Höchstplatzierung, Gesamtwochen, AuszeichnungChartplatzierungen (Jahr, Titel, Platzierungen, Wochen, Auszeichnungen, Anmerkungen) | Höchstplatzierung, Gesamtwochen, AuszeichnungChartplatzierungen (Jahr, Titel, Platzierungen, Wochen, Auszeichnungen, Anmerkungen) | Höchstplatzierung, Gesamtwochen, AuszeichnungChartplatzierungen (Jahr, Titel, Platzierungen, Wochen, Auszeichnungen, Anmerkungen) | Anmerkungen                                                                                   |
| Jahr | Titel                                              | DE | AT | CH | UK | US | Anmerkungen                                                                                   |
| ---- | -------------------------------------------------- | --- | --- | --- | --- | --- | --------------------------------------------------------------------------------------------- |
| 1986 | Hear It Is                                         | — | — | — | — | — | Erstveröffentlichung: 22. August 1986                                                         |
| 1987 | Oh My Gawd!!!                                      | — | — | — | — | — | Erstveröffentlichung: 1. November 1987                                                        |
| 1989 | Telepathic Surgery                                 | — | — | — | — | — | Erstveröffentlichung: 17. Februar 1989                                                        |
| 1990 | In a Priest Driven Ambulance                       | — | — | — | — | — | Erstveröffentlichung: 12. September 1990                                                      |
| 1992 | Hit to Death in the Future Head                    | — | — | — | — | — | Erstveröffentlichung: 11. August 1992                                                         |
| 1993 | Transmissions from the Satellite Heart             | — | — | — | — | US108 (11 Wo.)US | Erstveröffentlichung: 22. Juni 1993                                                           |
| 1995 | Clouds Taste Metallic                              | — | — | — | — | — | Erstveröffentlichung: 19. September 1995                                                      |
| 1997 | Zaireeka                                           | — | — | — | — | — | Erstveröffentlichung: 28. Oktober 1997                                                        |
| 1999 | The Soft Bulletin                                  | — | — | — | UK39 Gold · (2 Wo.)UK | — | Erstveröffentlichung: 22. Juni 1999                                                           |
| 2002 | Yoshimi Battles the Pink Robots                    | DE93 (1 Wo.)DE | — | — | UK13 Platin · (24 Wo.)UK | US50 Gold · (16 Wo.)US | Erstveröffentlichung: 16. Juli 2002                                                           |
| 2006 | At War with the Mystics                            | — | — | — | UK6 Gold · (6 Wo.)UK | US11 (8 Wo.)US | Erstveröffentlichung: 4. April 2006                                                           |
| 2008 | Once Beyond Hopelessness                           | — | — | — | — | — | Erstveröffentlichung: 11. November 2008                                                       |
| 2009 | Embryonic                                          | — | — | — | UK43 (2 Wo.)UK | US8 (6 Wo.)US | Erstveröffentlichung: 13. Oktober 2009                                                        |
| 2009 | Doing The Dark Side of the Moon                    | — | — | — | — | US157 (1 Wo.)US | Erstveröffentlichung: 22. Dezember 2009 mit Stardeath & White Dwarfs, Henry Rollins & Peaches |
| 2012 | The Flaming Lips and Heady Fwends                  | — | — | — | UK99 (1 Wo.)UK | US139 (1 Wo.)US | Erstveröffentlichung: 21. April 2012                                                          |
| 2013 | The Terror                                         | — | — | — | UK42 (1 Wo.)UK | US21 (3 Wo.)US | Erstveröffentlichung: 1. April 2013                                                           |
| 2013 | The Time Has Come to Shoot You Down...What a Sound | — | — | — | — | — | Erstveröffentlichung: 29. November 2013                                                       |
| 2014 | With a Little Help from My Fwends                  | — | — | — | UK84 (1 Wo.)UK | US58 (1 Wo.)US | Erstveröffentlichung: 28. Oktober 2014                                                        |
| 2014 | Atlas Eets Christmas                               | — | — | — | — | — | Erstveröffentlichung: 28. November 2014                                                       |
| 2017 | Oczy Mlody                                         | DE88 (1 Wo.)DE | — | CH52 (1 Wo.)CH | UK38 (1 Wo.)UK | US62 (1 Wo.)US | Erstveröffentlichung: 13. Januar 2017                                                         |
| 2019 | King’s Mouth                                       | — | — | — | UK78 (1 Wo.)UK | — | Erstveröffentlichung: 19. Juli 2019                                                           |
| 2020 | American Head                                      | DE16 (1 Wo.)DE | AT41 (1 Wo.)AT | CH28 (2 Wo.)CH | UK17 (1 Wo.)UK | US172 (1 Wo.)US | Erstveröffentlichung: 11. September 2020                                                      |

### Kompilationen
- 1998: A Collection of Songs Representing an Enthusiasm for Recording...By Amateurs
- 2002: Finally the Punk Rockers Are Taking Acid
- 2002: The Day They Shot a Hole in the Jesus Egg
- 2002: Shambolic Birth and Early Life of
- 2005: Late Night Tales: Flaming Lips
- 2006: 20 Years of Weird 1986–2006
- 2009: Covered, a Revolution in Sound

### EPs
| Jahr | Titel                                                                                   | Höchstplatzierung, Gesamtwochen, AuszeichnungChartsChartplatzierungen (Jahr, Titel, Platzierungen, Wochen, Auszeichnungen, Anmerkungen) | Anmerkungen                         |
| Jahr | Titel                                                                                   | US | Anmerkungen                         |
| ---- | --------------------------------------------------------------------------------------- | --- | ----------------------------------- |
| 1994 | Due to High Expectations...... the Flaming Lips Are Providing Needles for Your Balloons | US182 (1 Wo.)US | Erstveröffentlichung: 12. Juli 1994 |

### Singles
| Jahr | Titel Album                                                            | Höchstplatzierung, Gesamtwochen, AuszeichnungChartplatzierungen (Jahr, Titel, Album, Platzierungen, Wochen, Auszeichnungen, Anmerkungen) | Höchstplatzierung, Gesamtwochen, AuszeichnungChartplatzierungen (Jahr, Titel, Album, Platzierungen, Wochen, Auszeichnungen, Anmerkungen) | Anmerkungen                                                                       |
| Jahr | Titel Album                                                            | UK | US | Anmerkungen                                                                       |
| ---- | ---------------------------------------------------------------------- | --- | --- | --------------------------------------------------------------------------------- |
| 1993 | She Don’t Use Jelly Transmissions from the Satellite Heart             | UK94 (2 Wo.)UK | US55 (20 Wo.)US | Erstveröffentlichung: Oktober 1993                                                |
| 1995 | Bad Days Clouds Taste Metallic                                         | UK78 (2 Wo.)UK | — | Erstveröffentlichung: Oktober 1995                                                |
| 1996 | This Here Giraffe Clouds Taste Metallic                                | UK72 (2 Wo.)UK | — | Erstveröffentlichung: Februar 1996                                                |
| 1999 | Race for the Prize The Soft Bulletin                                   | UK39 (2 Wo.)UK | — | Erstveröffentlichung: Juni 1999                                                   |
| 1999 | Waitin’ for a Superman The Soft Bulletin                               | UK73 (2 Wo.)UK | — | Erstveröffentlichung: Oktober 1999                                                |
| 2002 | Do You Realize Yoshimi Battles the Pink Robots                         | UK32 (2 Wo.)UK | US— GoldUS | Erstveröffentlichung: 19. August 2002                                             |
| 2003 | Yoshimi Battles the Pink Robots Part 1 Yoshimi Battles the Pink Robots | UK18 (3 Wo.)UK | — | Erstveröffentlichung: März 2003                                                   |
| 2003 | Fight Test Yoshimi Battles the Pink Robots                             | UK28 (2 Wo.)UK | US93 (2 Wo.)US | Erstveröffentlichung: 22. April 2003                                              |
| 2003 | The Golden Path Singles 93–03                                          | UK17 (8 Wo.)UK | — | Erstveröffentlichung: 15. September 2003 Chemical Brothers feat. The Flaming Lips |
| 2006 | The W.A.N.D. (The Will Always Negates Defeat) At War with the Mystics  | UK41 (2 Wo.)UK | — | Erstveröffentlichung: 10. Januar 2006                                             |
| 2006 | The Yeah Yeah Yeah Song At War with the Mystics                        | UK16 (5 Wo.)UK | — | Erstveröffentlichung: 17. April 2006                                              |

Weitere Singles
- 1984: The Flaming Lips
- 1988: Drug Machine
- 1991: Unconsciously Screamin’
- 1991: Yeah, I Know It’s a Drag...But Wastin’ Pigs Is Still Radical
- 1995: Turn It On
- 1996: Brainville
- 2005: Mr. Ambulance Driver
- 2006: It Overtakes Me
- 2011: Two Blobs Fucking
- 2011: The Flaming Lips with Neon Indian
- 2011: Gummy Song Skull
- 2011: The Flaming Lips with Prefuse 73
- 2011: Gummy Song Fetus
- 2011: The Flaming Lips with Lightning Bolt
- 2011: Strobo Trip
- 2011: 7 Skies H3 (24 Hour Song Skull)
- 2011: The Flaming Lips with Yoko Ono/Plastic Ono Band
- 2013: Peace Sword

### Videoalben
| Jahr | Titel              | Höchstplatzierung, Gesamtwochen, AuszeichnungChartsChartplatzierungen (Jahr, Titel, Platzierungen, Wochen, Auszeichnungen, Anmerkungen) | Anmerkungen                          |
| Jahr | Titel              | US | Anmerkungen                          |
| ---- | ------------------ | --- | ------------------------------------ |
| 2007 | U.F.O.s at the Zoo | US185 (1 Wo.)US | Erstveröffentlichung: 7. August 2007 |

## Auszeichnungen für Musikverkäufe
| Goldene Schallplatte - Australien - 2004: für das Album Yoshimi Battles the Pink Robots |

Anmerkung: Auszeichnungen in Ländern aus den Charttabellen bzw. Chartboxen sind in ebendiesen zu finden.
| Land/RegionAuszeichnungen für Musikverkäufe (Land/Region, Auszeichnungen, Verkäufe, Quellen) | Gold     | Platin  | Verkäufe  | Quellen     |
| -------------------------------------------------------------------------------------------- | -------- | ------- | --------- | ----------- |
| Australien (ARIA)                                                                            | Gold1    | —       | 35.000    | aria.com.au |
| Vereinigte Staaten (RIAA)                                                                    | 2× Gold2 | —       | 1.000.000 | riaa.com    |
| Vereinigtes Königreich (BPI)                                                                 | 2× Gold2 | Platin1 | 500.000   | bpi.co.uk   |
| Insgesamt                                                                                    | 5× Gold5 | Platin1 |           |             |

## Filmografie
- Fearless Freaks (Dokumentation, 2005)
- VOID (2005)
- Christmas on Mars (Sci-Fi-Film, 2008)
- Gastauftritte bei Charmed – Zauberhafte Hexen, Beverly Hills, 90210 und im Film Arkansas.